# Oberflächenzugfestigkeitsprüfung von Beton
Die Oberflächenzugfestigkeitsprüfung von Beton ist ein genormtes Prüfverfahren, mit dessen Hilfe die Oberflächenzugfestigkeit (ungenau auch Abreißfestigkeit) oberflächennaher Betonschichten beurteilt werden kann. Die Oberflächenzugfestigkeit beschreibt die – auf eine definierte Prüffläche eines Prüfstempels bezogene, rechtwinklig zur Ebene des vorbereiteten Betonuntergrundes wirkende – maximale Zugkraft, die erforderlich ist, um einen Kohäsionsbruch der Betonrandzone zu erzeugen. Die Prüfung, vereinzelt auch Abzugprüfung oder Abreißprüfung genannt, dient beispielsweise zur Feststellung, in welcher Weise die Betonoberfläche für eine erfolgreiche Betoninstandsetzung vorbehandelt werden muss.
Die Oberflächenzugfestigkeitsprüfung ist nicht zu verwechseln mit der Haftzugprüfung, mit deren Anwendung die Haftzugfestigkeit (Adhäsion) von Schichten (etwa Putz oder Anstrichen) auf Betonoberflächen geprüft wird. Das Prüfgerät und der Prüfablauf der Haftzugprüfung ist jedoch identisch wie bei der Oberflächenzugfestigkeitsprüfung.

## Prüfungsverfahren
Zunächst wird eine durch eine Ringnut begrenzte Prüffläche geschaffen, die für die Klebung ausreichend trocken sein muss. Auf dieser zu prüfenden Betonoberfläche müssen alle geplanten Untergrundvorbereitungen (Wasserhochdruckstrahlen, Kugelstrahlen, Feststoffstrahlen, Schleifen o. ä.) durchgeführt sein, damit ein zielführendes Ergebnis erreicht wird.
Für die Prüfung der Oberflächenzugfestigkeit werden dann je Prüfstelle drei zylindrische Stahlscheiben (Prüfstempel) mit 50 mm Durchmesser und 30 mm Dicke meist mit einem Methyl-Methacrylat-Kleber (MMA-Kleber) auf die zu prüfende Fläche aufgeklebt und mittels eines servohydraulischen Haftzugprüfgerätes (Zugvorrichtungen nach EN ISO 6892) abgezogen.

## Normen und Standards
- Richtlinie für Schutz und Instandsetzung von Betonbauteilen (Rili-SIB)
- DIN 1048-2 Prüfverfahren für Beton; Festbeton in Bauwerken und Bauteilen